# Helmet Peak
Helmet Peak  è un notevole picco antartico alto 1.254 m, situato appena a sud della bocca del Ghiacciaio Huron del Levski Ridge, nei Monti Tangra dell'Isola Livingston, nelle Isole Shetland Meridionali, in Antartide. 
È delimitato a ovest dalla Devnya Valley, a nordest dal Ghiacciaio Iskar, a sudest dal Ghiacciaio Magura ed caratterizzato da pareti a strapiombo a est e a ovest. 
La denominazione è stata assegnata dai membri delle Discovery Investigations durante il periodo 1926-32.

## Localizzazione
Il valico è situato alle coordinate 62°40′11″S 60°03′15″W, 2,15 km a nordest del Great Needle Peak, 1,66 km est-sudest del Tutrakan Peak, 1,39 km sud dell'Intuition Peak, 1,17 km ovest del Plovdiv Peak e 2,8 km a nord del Radichkov Peak.

## Mappe
- South Shetland Islands. Scale 1:200000 topographic map. DOS 610 Sheet W 62 60. Tolworth, UK, 1968.
- L.L. Ivanov et al. Antarctica: Livingston Island and Greenwich Island, South Shetland Islands. Scale 1:100000 topographic map. Sofia: Antarctic Place-names Commission of Bulgaria, 2005.
- L.L. Ivanov. Antarctica: Livingston Island and Greenwich, Robert, Snow and Smith Islands. Scale 1:120000 topographic map. Troyan: Manfred Wörner Foundation, 2010. ISBN 978-954-92032-9-5 (First edition 2009. ISBN 978-954-92032-6-4)
- Antarctic Digital Database (ADD). Scale 1:250000 topographic map of Antarctica. Scientific Committee on Antarctic Research (SCAR). Since 1993, regularly updated.
- L.L. Ivanov. Antarctica: Livingston Island and Smith Island. Scale 1:100000 topographic map. Manfred Wörner Foundation, 2017. ISBN 978-619-90008-3-0